# Ribes fasciculatum
Ribes fasciculatum är en ripsväxtart som beskrevs av Sieb. et Zucc.. Ribes fasciculatum ingår i släktet ripsar, och familjen ripsväxter.

## Underarter
Arten delas in i följande underarter:
- R. f. chinense
- R. f. guizhouense

## Bildgalleri

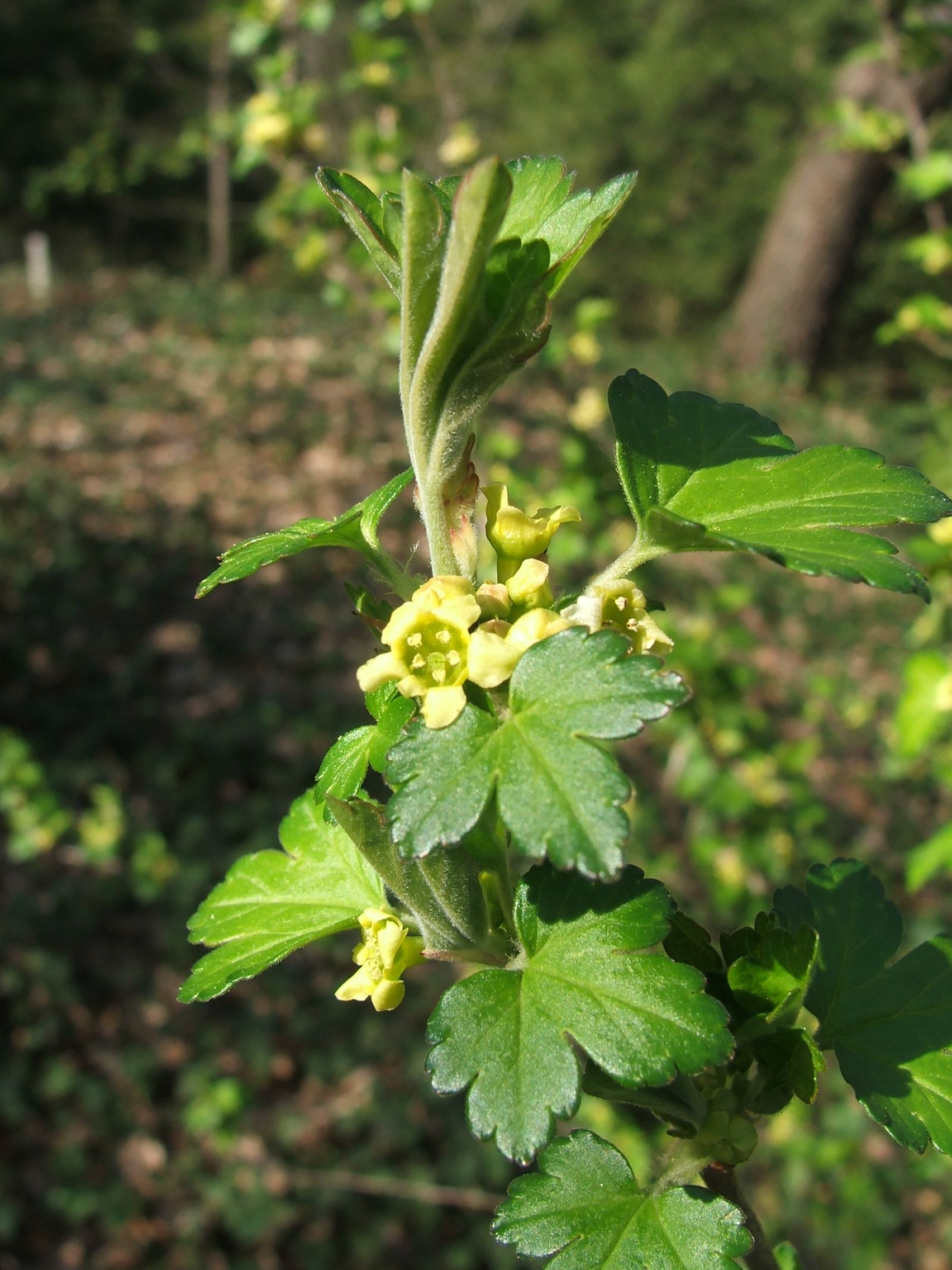
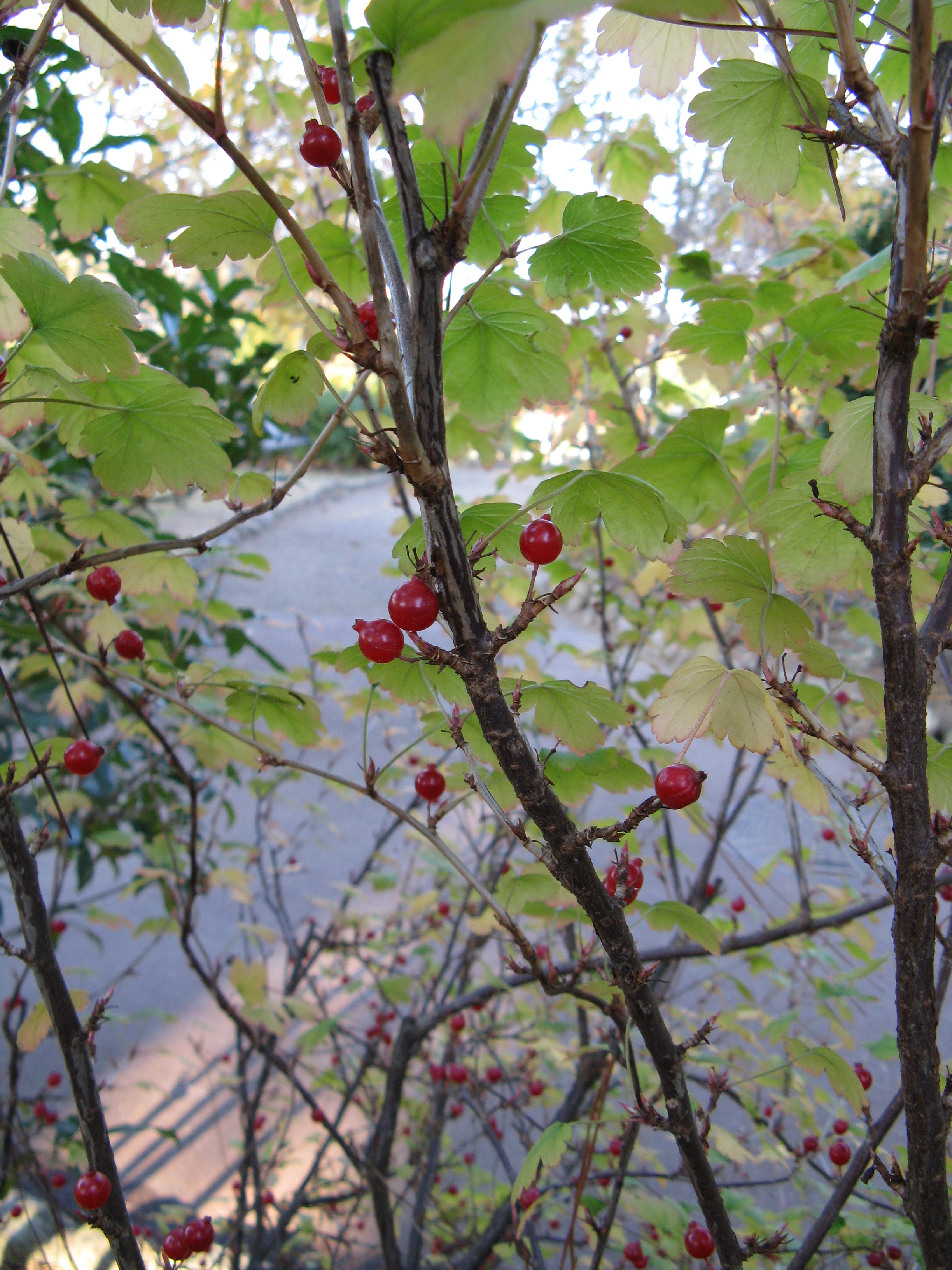
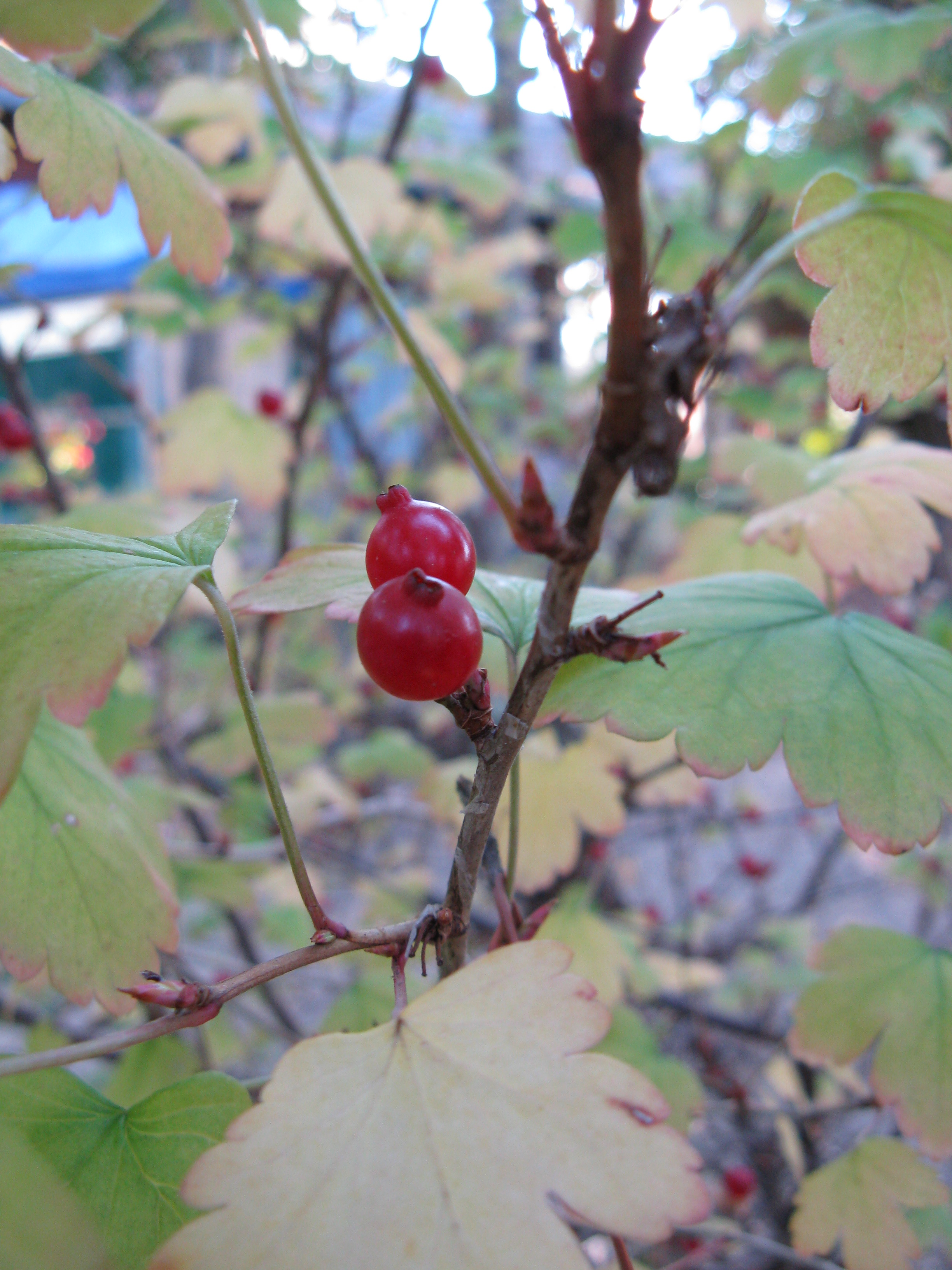
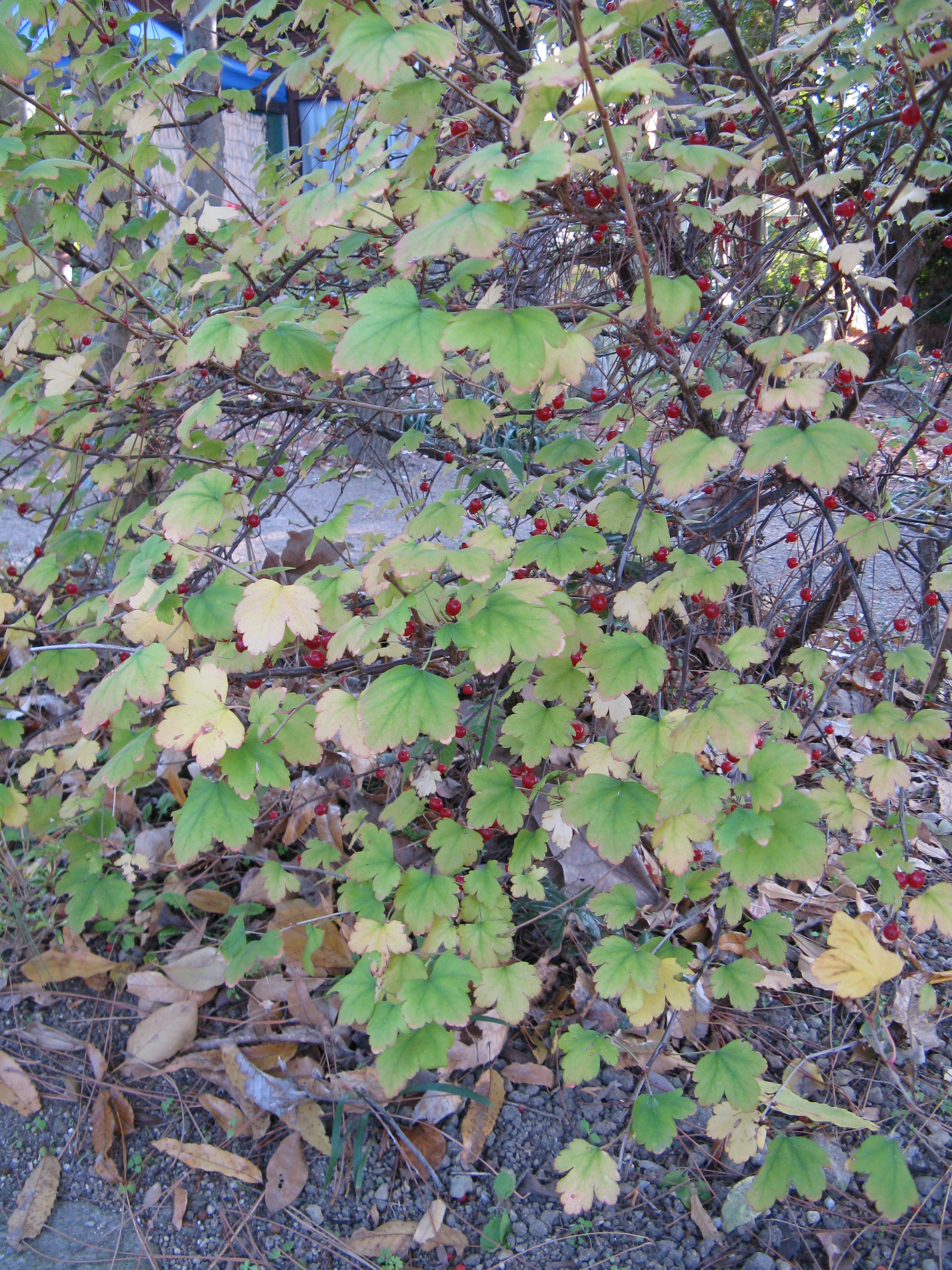